# Conrad III d'Alemanya
Conrad III (1093 – 15 de febrer de 1152) va ser el primer rei d'Alemanya de la casa Hohenstaufen. Era fill de Frederic I, duc de Suàbia, i d'Agnès d'Alemanya, una filla de l'emperador Enric IV de la dinastia sàlica. Fou de facto duc de Baviera del 1141 al 1143 quan l'antic comte Enric XI de Baviera va ser investit comte d'Àustria per l'emperador Frederic Barba-roja (des de llavors conegut com a Enric Jasomirgott, II d'Àustria).

## Biografia

### Duc
Conrad va ser nomenat duc de Francònia pel seu oncle Enric IV, el 1115. Un any després ell i el seu germà gran Frederic II de Suàbia van actuar com a regents de l'imperi romanogermànic. A la mort d'Enric (1125), Conrad va donar suport a la candidatura de Frederic per la corona germànica, però l'intent va fracassar. A Frederic se li va vetar l'accés a la monarquia i Conrad va ser desposseït de Francònia i del Regne de Borgonya, del que era governant. Amb el suport de les ciutats imperials, més Suàbia i el Ducat d'Àustria, Conrad va ser escollit antirei a Nuremberg el 1127.
Conrad es va afanyar a travessar els Alps per fer-se coronar Rei d'Itàlia per Anselm V, arquebisbe de Milà. Durant els següents dos anys, tanmateix, no va fructificar cap dels seus esforços a Itàlia i es va veure obligat a tornar a Alemanya el 1129 quan Núremberg i Speyer, dos de les ciutats importants que li donaven suport, van caure en mans del seu enemic Lotari. Conrad va continuar oposant-s'hi, però al final va haver de sotmetre's a l'emeprador Lotari el 1135. Ell i el seu germà Frederic van ser perdonats i se'ls va permetre tornar a prendre possessió de les seves terres.

### Monarca
Després de la mort de Lotari (Desembre de 1137), Conrad va ser escollit rei a Coblenz el 7 de març de 1138, en presència del legat papal. Conrad va ser coronat a Aquisgrà sis dies després (13 de març) i va ser reconegut a Bamberg per diversos príneps del sud d'Alemanya.

### Batalla de Weinsberg
Quan Enric l'Orgullós, fill polític i hereu de Lotari el príncep germànic més poderós, que havia estat descartat en l'elecció, va refusar en reconèixer l'elecció de Conrad, aquest el va desposseir de tots els seus territoris, donant el Ducat de Saxònia a Albert l'Ós i el Baviera al marcgravi Leopold III d'Àustria. Però els súbdits d'Enric no van abandonar-lo i esclatà una guerra civil que és considerada com el primer enfrontament entre güelfs i gibel·lins, que més tard s'estendria a Itàlia. Després de la mort d'Enric l'Orgullós l'octubre de 1139, la guerra va continuar amb el seu fill Enric el Lleó, que tenia el suport dels saxons, i el seu germà Welf VI. Després d'un llarg setge, Conrad va derrotar Enric Welf a Weinsberg el desembre de 1140, i el maig de 1142 es va pactar la pau a Frankfurt.
El mateix any, Conrad va entrar a Bohèmia per reinstaurar el seu cunyat Ladislau II com príncep. Tanmateix, l'expedició apressada i insuficientment preparada que pretenia fer el mateix amb un altre cunyat seu, el príncep polonès Ladislau II de Polònia fracassà en creuar l'Oder en agost de 1146, que s'havia inundat i per a la forta oposició dels antics súbdits de Ladislau i la pressió d'Albert I de Brandenburg i Conrad el Gran.

### Croat
El novembre de 1146, Conrad va escoltar la crida de Bernat de Claravall a la Segona Croada, i va decidir unir-se a Lluís VII de França a la gran expedició a Terra Santa. Abans de marxar, va fer que els nobles escollissin i coronessin el seu fill Enric Berenguer, assegurant la successió en cas que morís Conrad. Va liderar la marxa del seu exèrcit per terra, a través d'Hongria, fet que provocà incidents al llarg dels territoris romans d'Orient que travessaven. Van arribar a Constantinoble el desembre de 1146, per davant de l'exèrcit francès.
En lloc de prendre la ruta costanera al voltant d'Anatòlia,que estava dominada pels cristians, va dividir les seves unitats: els no combatents per la costa mentre que Conrad i el seu exèrcit van travessar Anatòlia per la part interior. El 25 d'octubre de 1147 va ser derrotat pels turcs seljúcides en la Batalla de Dorilèon. Conrad i la majoria dels cavallers van poder escapar, però la majoria dels soldats a peu van ser morts o capturats. Les restes de l'exèrcit germànic va replegar-se a Nicea, on molts supervivents van desertar intentant de tornar a casa. Conrad i els seus homes van haver de ser escortats a Lopadium pels francs, on es van integrar al cos principal de l'exèrcit franc de Lluís. A Efes, Conrad va emmalaltir greument i va ser enviat a Constantinoble a recuperar-se on el mateix emperador Manuel I Comnè va fer-li de metge personal. Un cop recuperat, Conrad va navegar fins a Acre, i des d'allà va arribar a Jerusalem. Va participar en el desastrós setge de Damasc, i després d'aquest fracàs va començar a perdre el suport dels seus aliats. Quan en promoure un atac a Ascaló va veure que els seus aliats no es presentaven com havien promés, Conrad va decidir tornar a Alemanya, i de camí es va trobar amb l'emperador a Tessalònica. Llavors Conrad va prometre en matrimoni la seva cunyada Berta de Sulzbach, germana de Gertrudis de Sulzbach la seva dona, amb l'emperador.

### Mort i successió
El 1150, Conrad va tornar a derrotar Enric Welf VI, que havia tornat abans de la croada via Sicília, en la batalla de Flochberg. Enric Berenguer moria el mateix any deixant la successió oberta, però la pau signada entre els Welfs i els Hohenstaufen el 1152, assegurant la successió pacífica d'un membre de la família de Conrad.
Conrad mai va ser coronat emperador i va utilitzar el títol de "Rei dels Romans" fins a la seva mort. Quan va morir, els dos únics testimonis que hi havia al costat del seu llit eren el seu nebot Frederic Barba-roja i el bisbe de Bamberg. Tots dos van afirmar que abans de morir Conrad havia designat el Barba-roja com a successor, en lloc del seu propi fill Frederic de sis anys. Frederic Barba-roja, que havia acompanyat el seu oncle en la desafortunada creuada, va aconseguir obtenir el suport necessari per fer-se coronar rei a Colònia unes setmanes després. El jove fill del difunt rei va rebre el ducat de Suàbia.

## Família

### Avantpassats
|  |                                 |  |  |  |  |  |  |  |  |  |  |  |  |  |  |  |
|  | 8. Comte Frederic de Riesgau    |  |  |  |  |  |  |  |  |  |  |  |  |  |  |  |
|  |                                 |  |  |  |  |  |  |  |  |  |  |  |  |  |  |  |
|  |                                 |  |  |  |  |  |  |  |  |  |  |  |  |  |  |  |
|  | 4. Frederic de Büren            |  |  |  |  |  |  |  |  |  |  |  |  |  |  |  |
|  |                                 |  |  |  |  |  |  |  |  |  |  |  |  |  |  |  |
|  |                                 |  |  |  |  |  |  |  |  |  |  |  |  |  |  |  |
|  | 9. Adelheid de Filsgau          |  |  |  |  |  |  |  |  |  |  |  |  |  |  |  |
|  |                                 |  |  |  |  |  |  |  |  |  |  |  |  |  |  |  |
|  |                                 |  |  |  |  |  |  |  |  |  |  |  |  |  |  |  |
|  | 2. Duc Frederic I de Suàbia     |  |  |  |  |  |  |  |  |  |  |  |  |  |  |  |
|  |                                 |  |  |  |  |  |  |  |  |  |  |  |  |  |  |  |
|  |                                 |  |  |  |  |  |  |  |  |  |  |  |  |  |  |  |
|  | 10. Gebhard d'Egisheim-Dagsburg |  |  |  |  |  |  |  |  |  |  |  |  |  |  |  |
|  |                                 |  |  |  |  |  |  |  |  |  |  |  |  |  |  |  |
|  |                                 |  |  |  |  |  |  |  |  |  |  |  |  |  |  |  |
|  | 5. Hildegarda d'Egisheim        |  |  |  |  |  |  |  |  |  |  |  |  |  |  |  |
|  |                                 |  |  |  |  |  |  |  |  |  |  |  |  |  |  |  |
|  |                                 |  |  |  |  |  |  |  |  |  |  |  |  |  |  |  |
|  | 11. Berta                       |  |  |  |  |  |  |  |  |  |  |  |  |  |  |  |
|  |                                 |  |  |  |  |  |  |  |  |  |  |  |  |  |  |  |
|  |                                 |  |  |  |  |  |  |  |  |  |  |  |  |  |  |  |
|  | 1. Rei Conrad III               |  |  |  |  |  |  |  |  |  |  |  |  |  |  |  |
|  |                                 |  |  |  |  |  |  |  |  |  |  |  |  |  |  |  |
|  |                                 |  |  |  |  |  |  |  |  |  |  |  |  |  |  |  |
|  | 12. Enric III del Sacre Imperi  |  |  |  |  |  |  |  |  |  |  |  |  |  |  |  |
|  |                                 |  |  |  |  |  |  |  |  |  |  |  |  |  |  |  |
|  |                                 |  |  |  |  |  |  |  |  |  |  |  |  |  |  |  |
|  | 6. Enric IV del Sacre Imperi    |  |  |  |  |  |  |  |  |  |  |  |  |  |  |  |
|  |                                 |  |  |  |  |  |  |  |  |  |  |  |  |  |  |  |
|  |                                 |  |  |  |  |  |  |  |  |  |  |  |  |  |  |  |
|  | 13. Agnès d'Aquitània           |  |  |  |  |  |  |  |  |  |  |  |  |  |  |  |
|  |                                 |  |  |  |  |  |  |  |  |  |  |  |  |  |  |  |
|  |                                 |  |  |  |  |  |  |  |  |  |  |  |  |  |  |  |
|  | 3. Agnès d'Alemanya             |  |  |  |  |  |  |  |  |  |  |  |  |  |  |  |
|  |                                 |  |  |  |  |  |  |  |  |  |  |  |  |  |  |  |
|  |                                 |  |  |  |  |  |  |  |  |  |  |  |  |  |  |  |
|  | 14. Odó I de Savoia             |  |  |  |  |  |  |  |  |  |  |  |  |  |  |  |
|  |                                 |  |  |  |  |  |  |  |  |  |  |  |  |  |  |  |
|  |                                 |  |  |  |  |  |  |  |  |  |  |  |  |  |  |  |
|  | 7. Berta de Savoia              |  |  |  |  |  |  |  |  |  |  |  |  |  |  |  |
|  |                                 |  |  |  |  |  |  |  |  |  |  |  |  |  |  |  |
|  |                                 |  |  |  |  |  |  |  |  |  |  |  |  |  |  |  |
|  | 15. Adelaida de Susa            |  |  |  |  |  |  |  |  |  |  |  |  |  |  |  |
|  |                                 |  |  |  |  |  |  |  |  |  |  |  |  |  |  |  |
|  |                                 |  |  |  |  |  |  |  |  |  |  |  |  |  |  |  |

### Núpcies i descendents
En primeres núpcies, Conrad es va casar vers el 1115 amb Gertrudis de Komburg (?-1130), filla del comte Enric de Rothenburg. Com a mínim tingueren tres filles:
- Agnès de Francònia, rebatejada com a Liubava després del seu matrimoni amb Iziaslav II de Kíev.
- Berta de Francònia, abadessa d'Erstein.
- Gertrudis de Francònia

En segones núpcies, es va casar amb Gertrudis de Sulzbach (1114–1146), filla del comte Berenguer II de Sulzbach. Tingueren dos fills:
- Enric Berenguer (?-1150), el 1147 va ser proclamat co-rei amb el seu pare, però morí abans que ell.
- Frederic IV de Suàbia (1145 - 1167), de només sis anys a la mort del seu pare, va heretar només del ducat de Suàbia.